# Pożeżyn
Pożeżyn (biał. Пажэжын, Pażeżyn; ros. Пожежин, Pożeżyn) – wieś na Białorusi, w obwodzie brzeskim, w rejonie małoryckim, w sielsowiecie Wielkoryta.
Częściami Pożeżyna są Łuciuki, Czernaki, Bahniuki i Woszczuły.

## Historia
Dawniej wieś i folwark. W XIX i w początkach XX w. położony był w Rosji, w guberni grodzieńskiej, w powiecie brzeskim.
W dwudziestoleciu międzywojennym leżał w Polsce, w województwie poleskim, w powiecie brzeskim, w gminie Wielkoryta. Po II wojnie światowej w granicach Związku Sowieckiego. Od 1991 w niepodległej Białorusi.